# Anthophylax
Anthophylax is een kevergeslacht uit de familie van de boktorren (Cerambycidae). De wetenschappelijke naam van het geslacht werd voor het eerst geldig gepubliceerd in 1850 door LeConte.

## Soorten
Anthophylax omvat de volgende soorten:
- Anthophylax attenuatus (Haldeman, 1847)
- Anthophylax cyaneus (Haldeman, 1848)
- Anthophylax hoffmani Beutenmüller, 1903
- Anthophylax viridis LeConte, 1850